# Subiluliuma I
Subiluliuma I era un rei hitita que va regnar potser entre els anys 1344 aC i 1320 aC. Era fill i successor de Tudhalias III. En el seu regnat va fer tractats (que se sàpiga) amb Huqqana d'Hayasa, amb Niqmaddu d'Ugarit, amb Aziru d'Amorru, amb el seu germà Telepinus nomenat rei de Khalap, amb Mattiwaza de Mitanni i amb Tette de Nuhase. La crònica del seu regnat es basa principalment en els Fets de Subiluliuma redactats pel seu fill Mursilis II.

## Títols i família
Duia els títols de "Sol Meu", "Gran Rei", "Heroi", "Rei d'Hatti" i probablement Labarnas. En el seu regnat s'esmenten tres reines: Daduhepa, la reina mare, Henti, que apareix a partir del tercer any de regnat i Tawannanna (o Mal-Nikal), coneguda per ser la filla del rei de Babilònia Burnaburiaix II. Se li coneixen nombrosos fills: Arnuwandas II, el seu successor, Telepinus, sacerdot, gran sacerdot de Kizzuwatna i rei d'Alep, Piyasilis o Sarri-Kusuh, rei de Carquemix i virrei de Síria, Zannanza, enviat a Egipte per casar-se amb la vídua de Tutankhamon i convertir-se en rei d'Egipte però assassinat pel camí, Mursilis, que va succeir a Arnuwandas II, amb el nom de Mursilis II, Muwatti, una filla casada amb el rei Maskhuiluwas de Mira i Kuwaliya, una filla de nom no conegut casada amb Mattiwaza de Mitanni; i altres filles casades amb prínceps vassalls dels que no es conserva el nom de cap dels dos. Subiluliuma I tenia també almenys una germana de nom desconegut que es va casar amb el rei Huqqana d'Hayasa i un germà anomenat Zida, que va ser cap de la guàrdia reial.

## Pujada al tron

L'imperi hitita en la seva major extensió sota Subiluliuma I (ca. 1350-1322 aC)

És possible que la successió correspongués per major legitimitat al seu germà Tudhalias el Jove, però en la situació en què estava el regne calia un home fort; l'exèrcit i els oficials administratius donaven suport a Subiluliuma I, que havia participat molt activament en les campanyes militars del seu pare. Probablement Tudhalias el jove va ser assassinat en el mateix moment de morir Tudhalias III. Als que es van oposar a la seva pujada al tron (entre ells alguns familiars) els va enviar a Alashiya desterrats. Va nomenar al seu germà Zida cap de la guàrdia reial i gran sacerdot de Kizzuwatna al seu germà Telepinus.
En vida del seu pare havia començat les seves activitats militars, acompanyant-lo o actuant en altres fronts quan els atacs enemics provenien de més d'un veí, o substituint al rei en alguna de les seves freqüents malalties. En algun moment va actuar sense demanar permís al seu pare com feia abans, i llavors Hattusa ja devia estar en mans altra vegada dels hitites; probablement quan va pujar al tron el rei s'hi va establir i va participar en la seva reconstrucció de la qual hi ha restes arqueològiques.

## Les primeres campanyes
Les seves primeres campanyes van ser contra Arzawa. Un atac d'Arzawa a Anisa i una altra ciutat el nom de la qual no s'ha conservat (acaba en ...isa) hi va fer front el nou rei marxant a la zona i destruint l'exèrcit arzawà i a més va destruir sis bandes enemigues, probablement kashkes, a Huwana i set més a les ciutats de Ni...i Šapparanda. Una altra invasió va tenir lloc a Tupaziya i a la zona de Mont Ammuna, on un cap anomenat Anna, que donava suport a Arzawa, va atacar la zona i després de saquejar Tupaziya va passar per un llac el nom del qual no s'ha conservat va arribar fins a Tawanuwa que també va atacar. Mentre atacava, Subiluliuma I va ocupar i destruir Nahuriya, Šapparanda i una altra ciutat de la que no es conserva el nom, i va anar a descansar a Tiwanzana. Allí, amb només sis carros i alguns soldats va ser casualment sorprès per un contingent enemic (els Fets diuen tot l'exèrcit enemic), al que va derrotar i va fer fugir als arzawans a la muntanya abandonant el botí. Llavors el príncep es va dirigir a Tuwanuwa on la resta de l'exèrcit se li va unir; el text no està sencer però sembla que va poder derrotar a Anna i als seus aliats arzawans.
Després Subiluliuma I va derrotar a algunes bandes de kashkes i es va dirigir a Anziliya, ciutat al país dels kashkes no gaire lluny de Tapikka i després a les ciutats hitites de Pargalla, Hattina i Ha... on l'enemic el va atacar i al que va derrotar, restaurant les ciutats devastades i restablint en elles persones, ramats i déus.
Llavors es va produir un atac a l'oest d'un home anomenat Anzapahhadu, segurament rei d'Arzawa, que es va apoderar d'algunes ciutat hitites. Subiluliuma I li va escriure i li va exigir el retorn de la zona ocupada però Anzapahhadu el va ignorar i va esclatar la guerra. En el camí el rei de Mira, Mashwiluwa, que havia estat deposat per un germà amb el suport d'altres germans, es va presentar al rei i li va demanar ajut. Subiluliuma I li va donar a la seva filla Miwatti com a dona però no el va poder ajudar a recuperar les seves terres. Va derrotar a Anzapahhadu i va col·locar en tron d'Arzawa a Uhha-Ziti, però més tard, mentre el rei era a Síria, Arzawa es va independitzar.
En aquest temps Wilusa era regida per Kukkuni, identificat amb el grec Cicne, rei de Colones a la Troade fill de Posidó, amb el que es mantenien bones relacions.
Una nova campanya es va fer contra Armatana, que com totes va resultar victoriosa.
Morta la reina mare Tadu-Hepa, la seva dona Hinti es va convertir en gran reina al cap d'uns tres anys de regnat. En aquest temps va designar príncep hereu al seu fill gran Arnuwandas II, i el segon fill Telepinus nomenat gran sacerdot de Kizzuwatna. Subiluliuma I signa el decret del seu nomenament junt amb la reina, l'hereu i el cap de la guàrdia reial. La posició de sacerdot de Kizzuwatna implicava una especial lleialtat, ja que havia de seguir la política reial fins i tot sinó el complaïa, i denunciar als que estigueren en contra i no podia intervenir en la successió (de manera que perdia els seus drets successoris) i a més tenia nombroses obligacions religioses.

## Primera campanya de Síria
Mentre a Amurru (la Síria egípcia) un grup anomenat els apiru s'expandien, Subiluliuma I va fer la seva primera campanya oriental. Després de signar un tractat amb Artatama II que governava la part oriental de Mitanni (Assíria li pagava a ell el seu tribut) va deixar tancat a Tushratta a la part occidental del regne, rodejat per enemics a ambdós costats. Assegurada la tranquil·litat per aquest costat va començar per atacar Isuwa, un regne vassall de Tushratta, i que havia acollit a tots els expulsats pels exèrcits hitites. La campanya a Isuwa va ser un fracàs, i el rei només va poder saquejar les terres d'Isuwa a l'oest de l'Eufrates. No podent fer més progressos va avançar cap al sud i va atacar territori de Mitanni a Síria. Els Fets diuen que Subiluliuma I va avançar fins a les muntanyes del Líban però això implicaria que hauria sobrepassat els dominis hurrites i hauria entrat als egipcis, per sota de la línia Sumur-Cadeix, cosa poc probable, donat les bones relacions que pretenia mantenir amb Egipte. Amb tot la presència hitita i la facilitat de les conquestes del territori hurrita, no van passar desapercebudes pel rei de Biblos, Rib-Hadda, que en va cridar l'atenció a la cort egípcia. Mitanni per la seva banda va respondre als hitites saquejant les terres a l'oest de l'Eufrates que havien caigut en mans hitites.
Quan Tushratta va començar a recuperar els territoris sobre els que s'havien imposat els hitites, Abdi-Asirta d'Amurru, que segurament s'havia apoderat d'alguns territoris abans hurrites, va intentar ser lleial als dos grans reis (el faraó i el rei de Mitanni) a cadascun pels territoris corresponents. Aquesta maniobra la va denunciar Rib-Hadda rei de Biblos. Abdi-Asirta va visitar Mitanni i això va fer reaccionar als egipcis que van enviar tropes a la zona. Abdi-Asirta va demanar ajut al rei de Mitanni que no li va contestar. Finalment la seva pròpia gent va matar a Abdi-Asirta. Els seus fills van reunir als lleials i van conservar les posicions paternes encara que no Biblos, però van contraatacar en els següents mesos i Pu-Bahla, un dels fills, es va apoderar d'Ullassa, Ardata, Wahliya, Ampi i Sigata.

## Segona campanya de Síria
Subiluliuma I va tornar llavors a Síria. Va creuar a la part oriental de l'Eufrates i es va apoderar d'Isuwa (de la que ja dominava la part a l'oest de l'Eufrates) i la va annexionar als seus territoris. Tot seguit va ocupar Altxe o Alse, just al sud, i el districte de Kutmar, i va instal·lar com a príncep vassall a Antaratli d'Altxe, al que va cedir Kutmar. Tenia obert el camí al districte de Suta que portava a la capital de Mitanni, Washukanni. Subiluliuma va enviar un missatge a Tushratta que va decidir esperar a l'hitita a la ciutat i no arriscar en un enfrontament a camp obert. Quan Subiluliuma es va acostar Tushratta va fugir sense lluitar aparentment retirant-se a Síria; però el rei hitita no va poder conquerir la capital (tot i que s'ho va atribuir) i es va haver de limitar a saquejar el districte de Suta.
Tushratta mentre era a Síria va conduir campanyes contra els vassalls deslleials o revoltats. Subiluliuma, després de devastar Suta, va tornar a creuar l'Eufrates, en persecució de Tushratta, cap a Síria. En aquest lloc es va adonar de l'extraordinària fragmentació política: cada ciutat important, cada vall, o comarca, tenia el seu cap, un xeic o un rei.
El primer gran territori que va conquerir va ser Nuhase (o Nuhassi) que tenia almenys dos reis, dels que es coneixen els noms, Sarrupsi i Addu-Nirari. Un era segurament vassall hurrita i el segon sens dubte vassall egipci. Sarrupsi, probablement revoltat contra Mitanni (potser inicialment pensant en Egipte com a alternativa o potser a favor d'Artatama II rei de Mitanni), es va sentir amenaçat per l'arribada de Tushratta i devia considerar prudent declarar-se vassall de Subiluliuma, que era tan a la vora. Subiluliuma es va apoderar de Nuhase (o almenys de part) i va expulsar a Tushratta de les seves possessions. Però una vegada salvat, Sarrupsi es va separar de l'aliança hitita, no se sap perquè, i Subililima el va deposar. La part del regne que li corresponia fou donada a un rei vassall anomenat Takip-Sarri, fins llavors rei d'Ukulzat, una de les ciutats de Nuhase.
Subiluliuma va escriure a l'altre rei de Nuhase, Addu-Nirari i li va demanar la submissió. Addu-Nirari va demanar ajut al seu senyor el faraó. Es va aliar a Itur-Addu rei de Mukish (Alalakh) i Aki-Tesup rei de Niya i junts van atacar Ugarit. El seu rei, Niqm-Addu II, no s'havia volgut unir a la coalició anti-hitita. Es conserva una carta on el rei hitita li demana que no li sigui hostil però evita utilitzar la paraula submissió. A més era massa al sud per considerar que podia ser en aquell moment un regne vassall.
Subiluliuma va ocupar Khalap, que havia escapat al seu control segurament durant l'atac de Tushratta, i va col·locar en el tron de la ciutat a son germà Telepinus, gran sacerdot de Kizzuwatna. El nou rei va ser conegut amb el nom de Telepinus I de Khalap "el sacerdot". Mentre els atacs continuats d'Alalakh-Mukish, Niya i Nuhase sobre Ugarit van obligar el rei Niqm-Addu II a buscar ajut, i es va dirigir al rei hitita al que va oferir la submissió. Subiluliuma va enviar tropes que van expulsar els atacants i al mateix temps va capturar Alalakh. El rei d'Ugarit va fer valuosos regals als comandants hitites que havien salvat la ciutat i després va anar a Alalakh a fer submissió personal al rei hitita. Va ser el primer vassall d'Egipte que va canviar de bàndol. Poc després se li va sotmetre el príncep Takuwa, titulat pels hitites "rei de Niya", germà d'Aki-Tesup de Niya, que probablement governava algun districte com a vassall de son germà; al seu retorn el seu germà li va confiscar els territoris que posseïa i els capitosts del regne, Hesmiya, Habahi, Birriya i Nirwabi, van mobilitzar les seves forces i es van unir a les del rei d'Arahati, Akiya, probablement destronat i en guerra, i junts van conquerir la ciutat d'Arahati i després van utilitzar les forces combinades per formar una coalició contra els hitites. Però Subiluliuma els va derrotar i els va fer presoners a tots i se'ls va emportar cap a Hatti quan va tornar.
Després de la victòria sobre Niya es va dirigir al sud, en direcció a Qatna. La primera fita era Apa (Apina o Upe), regió que almenys en part estava controlada per Egipte. En aquest moment Suttarna, rei de Cadeix, vassall egipci, i el seu fill Aitaqqama, que potser es van sentir amenaçats, van atacar als hitites tot i que no havien fet cap moviment per atacar Cadeix. El rei hitita els va derrotar i es van refugiar a la ciutat de Abzuya, ciutat assetjada i conquerida, i Suttarna, el seu fill i altres familiars (fills, germans) fets presoners i igualment van marxar amb el rei cap a Hatti. Tot seguit el rei va tornar contra Apa, que tenia per rei Ariwanna, i com a vassalls als nobles Wambadura, Akparu, i Artaya. El rei hitita els va derrotar i igualment els va fer presoners.
Mentre a Amurru, un dels fills d'Abdi-Asirta anomenat Aziru, va escriure a Subililiuma i es va declarar el seu vassall. El rei hitita diu "Aziru, rei de la terra d'Amurru, a les portes del territori egipci, esdevingué vassall del "Sol Meu", rei d'Hatti. I el gran rei, "Sol Meu", se'n va alegrar molt. I Aziru també. Perquè Aziru va venir a agenollar-se als peus del "Sol Meu" des de la porta del país egipci, i el "Sol Meu", gran rei, va aixecar a Aziru i el va elevar a rei entre els seus germans". Probablement cal interpretar aquesta cita com que un dels germans es va sotmetre als hitites i va ser proclamat rei d'Amurru pel rei hitita. Si els altres germans ho van acceptar de bon grau o no, no es coneix, però per aquell temps Aziru ja havia esdevingut la principal figura entre els germans. Així els hitites van passar a dominar Sumur, Ullassa, Irqata, Ardata, Tunip, i el mont Líban. El tractat de vassallatge s'ha conservat en tres versions en accadi i una en hitita. El tribut es va fixar en 300 shekels d'or. I les obligacions esmentades, a part de les normals ("els mateixos amics, els mateixos enemics") eren: prohibició de contactes amb l'enemic, ajut per l'alliberament de presoners hitites, retorn dels fugitius (només els fugitius hitites que passaren a Amurru, sense reciprocitat), i ajut al rei contra qualsevol revolta; el rei prometia també ajut en cas de dificultats. Algunes guarnicions hitites es van establir a Amurru.
Només sortir els hitites de Síria el rei de Qatna, Akizzi, que s'havia hagut de sotmetre als hitites, va retornar a l'obediència egípcia i va escriure al faraó. A Cadeix, després de la derrota de Suttarna, un fill d'aquest, Aitaqqama va prendre el poder probablement nomenat pels hitites, però després de la sortida d'aquestos també insistí en una carta en la seva lleialtat al faraó. El mateix Aziru va ser cridat a Egipte per ser investit com Hazzanu (oficial egipci d'Amurru) i finalment hi va anar i va obtenir el nomenament. A Biblos el rei Rib-Hadda i el seu successor Ili-Rapih, van romandre lleials aliats d'Egipte.

## Campanya de Mitanni
A Mitanni, Tushratta va ser assassinat per un fill i alguns oficials. Subiluliuma va reconèixer lògicament com únic rei a Artatama II (al que s'havia entregat Washukanni), que fins llavors només era reconegut com a rei dels hurrites, però no de Mitanni; però Artatama devia ser bastant gran, i havia deixat de fet el govern al seu fill Xuttarna III, que actuava com a corregent. Xuttarna va retornar les portes de plata i or del palau d'Assur que Mitanni tenia com a trofeu, i va retornar a Altxe els regals emmagatzemats d'or i plata; va exterminar a la casa de Tushratta i els va confiscar les propietats; va destruir el palau i va exterminar les cases principals dels nobles. Va extradir alguns nobles a Assíria i a Altxe i altres van ser empalats a la ciutat de Taite, probablement la seva capital. Xuttarna va establir la seva capital a Taite, mentre una altra ciutat Irrite, a la regió d'Haran, també adquiria importància. Un contingent amb dos-cents carros de combat dirigits per un home anomenat Aki-Teshub, probablement de la família de Tushratta, va fugir a Babilònia. El fill de Tushratta, Kili-Teshub va intentar recuperar el poder a la capital però no ho va aconseguir. Artatama II i el seu fill van gaudir de l'amistat de Subiluliuma (que fa tanmateix una declaració de no haver estat mai a Mitanni ni haver pres res d'allí) i fins i tot i va enviar ramats, ovelles i cavalls per ajudar en època d'escassetat. Més tard, per causes desconegudes, les relacions amb Xuttarna, van empitjorar. S'especula com a causa possible que Xuttarna era favorable a l'aliança assíria i que el pagament de tribut a Assíria era incompatible amb la lleialtat als hitites.
Durant uns anys, els fets de Subiluliuma s'aturen, i només hi ha referències a algunes cartes de les activitats d'un comandant hitita a Síria, anomenat Lupakki, que va fer una campanya a Amqa.

## Campanyes contra els kashka
Quan els fets continuen, Subiluliuma estava fent una campanya a la regió de la muntanya Zukuki, a les terres dels kashka, on va fortificar les ciutats d'Athulissa i Tuhupurpuna. Després va passar al cor de les terres kashkes, a Almina, considerada una terra on els hitites mai podrien entrar; però Subiluliuma ho va fer, va derrotar els kashkes i va fortificar Almina establint un comandament hitita pel territori, col·locant-se ell mateix a l'anomenada muntanya Kuntiya, a la regió del riu Sariya va col·locar a Himiuli, que abans exercia un alt lloc a la cort (era cap de vins), i a Hannutti, cap dels carros de combat, el va situar a la ciutat de Parparra. Els civils hitites van establir estacions d'aprovisionament i defensa a les ciutats dels kashka (que no estaven fortificades) i van tornar a les seves ciutats emmurallades, i es va reforçar la inicial fortificació d'Almina. A Urawanni i Kuwatnaziti, dos alts càrrecs de la cort, els va enviar contra la terra de Kasula on van establir el domini hitita i van tornar amb un miler de presoners i botí. Una plaga que va esclatar entre l'exèrcit hitita la van aprofitar els kashka per atacar les ciutats emmurallades, però no les van poder ocupar, i l'actuació de l'exèrcit va pacificar altre cop el territori. Llavors Subiluliuma va conquerir la terra de Tumanna, i la va fortificar. El nebot del rei Hutupiyanza, fill del cap de la guàrdia reial, Zita, va ser enviat a la terra de Pala on es van establir fortificacions hitites per controlar als habitants, que devien ser hostils.
El rei va passar l'hivern a Hattusa, i a la primavera va tornar a sortir en campanya cap al nord. Va marxar primer contra Istahara, ciutat important del nord que estava en mans dels kashka que va reconquerir i tot seguit va reconquerir les ciutats de Manaziyana, Kalimuna i altres que no serien gaire llunyanes (es creu que totes eren dependències administratives de Istahara). Aquesta campanya devia ser complicada doncs li va ocupar tot l'any, fins que a l'hivern va retornar a la capital.

## Tercera campanya de Síria
Mentre al sud Telepinus I de Khalap va fer un tractat amb la ciutat i el territori d'Arziya i amb el territori de Karkemish, però la ciutat mateixa de Kargamis o Karkemish va refusar signar un tractat, i la va secundar la ciutat de Murmuriga. Telepinus va enviar 600 carros a Murmuriga sota el comandament del general Lupakki i va decidir anar a Hattusa per consultar què fer amb el seu pare, però quan va saber que Subiluliuma estava a Uda fent cerimònies religioses va alterar el seu camí i es va dirigir a Uda. Mentre Murmuriga, després de ser ocupada, els hitites la van evacuar i just al marxar van arribar tropes hurrites que van assetjar a la guarnició. Al mateix temps els egipcis es van presentar a Cadeix i la van ocupar. Nuhase es va sotmetre als egipcis.
En una data que s'ha fixat circa el 1327 aC Subiluliuma va concentrar les seves tropes a la ciutat de Talpa a la terra de Tegarama però no va atacar Mitanni personalment sinó que va enviar al seu germà Zita i al seu propi fill i hereu Arnuwandas; aquestos van derrotar els hurrites i van posar el seu exèrcit en fuita. Llavors Subiluliuma va marxar contra Kargamis que va assetjar. Durant el setge el general Lupakki i un general anomenat Tarhuntazalma van ser enviats a Amqa en resposta als atacs egipcis a Cadeix, i van ocupar la regió retornant amb captius, ramats i ovelles. Aquests fets podrien coincidir amb la mort de Tutankhamon sense fills. La viuda Dahamunzu, va escriure a Subiluliuma demanant un fill per casar-hi i esdevenir faraó; el rei hitita, que era davant Kargamis, segurament va quedar molt sorprès i va enviar a comprovar la seva veracitat a Hattusazit, el camarlenc reial. Mentrestant Kargamis va ser conquerida després de vuit dies de setge, i Subiluliuma hi va entrar i fins i tot va fer ofrenes a la deessa tutelar de la ciutat i a una altra deessa local probablement Kubaba; però la ciutat fou saquejada i es van fer 3300 presoners. Després va reunificar la terra de Kargamis i la ciutat sota una jurisdicció única i va donar el tron de Kargamis al seu fill Piyasilis (conegut també com a Sarri-Kusuh).
Al cap d'unes setmanes o mesos va retornar el camarlenc Hattusaziti amb un enviat egipci anomenat Hani. Convençut el rei va declarar l'establiment de la pau entre Hatti i Egipte i va enviar un dels seus fills, anomenat Zannanza (alguns erudits pensen que més que el nom del príncep es tractaria del seu tiol egipci), per casar amb la viuda de Tutankhamon. Però en el camí Zannanza va ser assassinat segurament per un partit antihitita egipci i això va provocar la guerra. Subiluliuma va sotmetre la qüestió a la deessa solar d'Arinna a Lukka i al déu de les turmentes. Els Fets de Subiluliuma tenen aquí una pausa.

## Darreres campanyes
Quan tornen a començar, Subiluliuma es troba al nord de les terres hitites. Sembla que la resta del seu regnat la va haver de passar combatent amb els kashka per conservar el que els havia arrabassat, ja que apareix altra vegada en campanya a totes les ciutats i llocs on abans ja havia estat excepte Arzawa, que s'havia independitzat sota Uhha-Ziti i s'havia aliat al rei d'Ahhiyawa i probablement als de Seha i de Mira. Millawanda es va rebel·lar (en època desconeguda) amb ajut d'Ahhiyawa i probablement de Mira i Seha. Fins i tot una inscripció del temps de Mursilis II indica que un rei (que havia de ser Subiluliuma I o el seu fill Arnuwandas II) va haver de fortificar la Terra Baixa Hitita per fer front als atacs d'Arzawa.
En els Fets, les lluites contra els kashka ocupen aquesta part i apareixen els noms de diverses ciutats conquerides o saquejades. Dels noms que es poden llegir es troben els de Palhwisa i Kammama; altres llocs del nord apareixen com Istahara, Tesita (saquejada), Tuhpilisa (reconstrucció de les fortificacions), Zidaparha (atacada sense èxit), Tikukuwa (on el rei es va aturar), Hurna (on va saquejar el seu territori), la muntanya Tishsina (regió saquejada) i el riu Marasanta (Maraššanta). Després el rei va entrar a la terra pacificada de Darittara on un home anomenat Pitakkatalli estava mobilitzant tropes a la ciutat de Sappiduwa, però el rei el va derrotar i després va marxar cap a la ciutat de Washaya a la terra de la muntanya Illuriya on va estar per un temps i des allí va incendiar una ciutat el nom de la qual és fragmentari (Zina...); després va continuar i va incendiar Ga...kilusa i Darukka, i tot seguit va saquejar les terres d'Hinariwanda i Iwarallisa (Iwatallišša) i va estar per un temps a Hinariwanda. Després en va sortir i va incendiar i destruir Sappiduwa.
En una campanya segurament posterior va anar al nord-oest, va arribar a Tumanna i va entrar a la regió de la muntanya Kasu (Kaššu) i d'allí contra ...naggara (on ja havia estat). La regió de la terra del riu Dahara es va revoltar i Subiluliuma la va incendiar així com Tapapinuwa. Va retornar cap a Timuhala "una ciutat de les principals dels kashka" que es va rendir.

## Mitanni sotmesa a Hatti
El cap militar hurrita Aki-Teshub que va fugir amb 200 carros de combat, es va dirigir a Babilònia per demanar ajut però no va obtenir res; les seves armes de guerra i soldats van ser acceptats pel rei que el va nomenar comandant, però es creu que el volia assassinar. El rei (pretendent) Kili-Teshub va sortir de terres hurrites i es va refugiar també a Babilònia, però tement per la seva vida, es va refugiar a Hatti i es va dirigir a la muntanya Tishsina, al riu Maraššanta (Marasantiya), on era Subiluliuma, davant del qual va arribar amb només tres carros, dos hurrites i altres dos servidors, i un sol equipament de roba. El rei el va rebre bé, hi va parlar i va decidir ajudar-lo ("si jo conquereixo la terra de Shuttarna i les tropes de la terra de Mitanni, no rebutjaré a Kili-Teshub, sinó que l'adoptaré com a fill meu, seré amb ell i el posaré al tron del seu pare"). Li va donar una filla seva en matrimoni i amb vestits nous el va enviar Piyasilis, el rei de Karkemish com a comandant de carros de combat amb la idea de presentar-se a Mitanni i recuperar el poder.
Kili-Teshub potser esperava ser ben rebut però pel contrari el suport popular era amb Shuttarna. Kili-Teshub es va presentar davant la ciutat d'Irrite, a la regió d'Haran, una de les principals, però aquesta era fidel a Shuttarna i li va tancar les portes. Shuttarna va escriure una carta desafiant al rei hitita ("perquè vens a Irrite? si vols combat, el tindràs"). Finalment l'exèrcit hitita de Piyasilis va haver de creuar l'Eufrates i va assolar el territori d'Haran i es van acostar a Irrite. Quan van arribar, l'exèrcit hurrita va sortir de la ciutat i va presentar batalla; els hitites van guanyar i Irrite i Haran es van rendir. Segurament es va produir una revolta a Washukanni i el rei d'Assíria va haver d'enviar forces (algun carro de combat i alguns infants). Però quant van arribar Shuttarna o bé tenia el control de la situació o va considerar l'ajut insuficient i no els va deixar entrar. Els assiris van assetjar llavors la ciutat.
Piyasilis i Kili-Teshup eren a Irrite i des Washukanni es va enviar un missatge explicant que els hitites eren allí per combatre els hitites. Piyasilis i Kili-Teshup van marxar cap a Washukanni. Els assiris, amb un exèrcit reduït, es van retirar prudentment i els hitites van entrar a la capital. La terra de Pakarripa, es va sotmetre als hitites i Piyasilisis i Kili-Teshup hi van anar i mentre eren allí els va arribar un missatge informant que els assiris marxaven contra ells; els hitites van marxar contra els assiris i van arribar a una ciutat anomenada Nilapsini (Nilapšini) però els assiris no van presentar batalla i es creu que es van retirar degut a la seva inferioritat. Piyasilisis i Kili-Teshup van marxar contra la capital de Shuttarna, Taite i suposadament els assiris també van anar cap allí però en aquest punt els fets de Subiluliuma s'aturen i realment no se sap que va passar si bé cal pensar que el petit exèrcit assiri es va retirar sense combatre.
Quant tornen a començar els Fets, Shuttarna ja ha desaparegut i Kili-Teshup ja tenia el control de Mitanni en lloc d'ell. Subiluliuma va signar dos tractats amb Kili-Teshup, moment en què encara només és esmentat com a príncep de Mitanni i sembla que el vell Artatama II encara era reconegut com a rei nominal. Kili-Teshub va agafar el nom de regnat de Mattiwaza o Šattiwaza, un nom indoari, i als seus tractats invoca als déus hurrites, mesopotàmics i indoaris (Mitra, Varuna, Indra, i els bessons Nasatyas). En el tractat entre el rei hitita i Sattiwaza, aquest tindrà com a gran reina a la filla de Subiluliuma i tot i que se li permeten concubines, cap d'elles ni cap altra dona podrà ser més grans que la filla; els seus fills i nets seran la línia legítima i successòria. Això implicava que la legitimitat dinàstica de Mitanni passava a la filla de Subiluliuma i no a la família de Tushratta.
El següent fragment dels fets esmenta l'enviament de l'hereu Arnuwandas a "Egipte" (la part de Síria sota domini egipci) i s'esmenta a Irrite, Washukanni i una victòria hurrita (Xuttarna III?) sobre els hitites. Probablement Hayasa es va sotmetre novament als hitites, però la submissió en tot cas va ser breu. Irrite, Kargamis i Washukanni són esmentades altre cop sense que se sàpiga ben bé per què, i probablement alguns hitites es van refugiar llavors a la terra d'Azzi. Mentre els hitites feien la campanya a Mitanni, els kashka van tornar a atacar terres d'Hatti. Al següent fragment apareixen Ishupitta i Kasipaha, que era on probablement Subiluliuma va haver de fer campanya contra els kashka.

## Mort del rei
Se suposa que cap al final del regnat els hitites van reconstruir Emar a l'Eufrates (que havia canviat el seu curs lleugerament), però això no consta als fets i podria ser una mica posterior. Els presoners egipcis fets a Amqa van portar una plaga a terres hitites. El mateix rei Subiluliuma va caure malalt d'aquesta plaga i va morir. El seu fill i hereu Arnuwandas II el va succeir sense problemes.